# Мзетунахаві
Мзетунахаві (груз. მზეთუნახავი) — в грузинській міфології — золотокоса красуня.
Згідно з переказами, Мзетунахаві народилася з рослин. Вона була замкнена в неприступній фортеці або за сімома замками. Герой, щоб домогтися її, повинен був виконати малоздійсненне завдання або відгадати її загадки.
В ряді сюжетів вона була зачарована і перетворена на лань, голуба чи змію. Після знищення злого духа, що її зачарував, Мзетунахаві, завдяки магічним словам або діям, набула свого колишнього вигляду.
Вважалося, що Мзетунахаві була доброю й мудрою. За допомогою чарівних предметів, вона допомагала герою, за яким згодом одружувалася.
Красуня - прекрасна золота -оскарна жінка в грузинській міфології та фольклорі, яка дивом народилася з рослин. Краса замикається в дев'яти гір замкова вежа; Герой, щоб здобути його, повинен виконати найскладніше завдання або вгадати свої головоломки. Часто краса зачаровується і перетворюється на іразію, голуб, змію. Після знищення його захоплюючих злих істот, внаслідок свого прекрасного, магічного слова чи дії, він повертається до своєї первісної форми. Краса хороша і вибаглива. Через магічні предмети він допомагає герой, який одружений.